# Digimon World
Digimon World (デジモンワールド Dejimon Wārudo?) es un videojuego lanzado por Bandai en 1999, basado en los V-Pets. Tiene siete secuelas: Digimon World 2, Digimon World 3, Digimon World X/4, Digital Card Battle, Digimon World Data Squad, Digimon World:Re Digitize (también en su versión para 3DS) y Digimon World: Next Order.
Al haber salido al mercado antes que la serie de TV (Digimon Adventure), está basado estrictamente en los V-Pets. El juego consiste en criar a un Digimon desde su etapa bebé hasta hacerlo evolucionar a su forma más poderosa. El Digimon morirá con la edad, revirtiéndose a un Digihuevo y renaciendo de nuevo. Para criar un Digimon, el jugador deberá entrenarlo, recompensarlo o regañarlo según la ocasión, darle de comer, llevarlo al baño, dejarlo descansar, etc. 
Otra característica del juego es la batalla. El jugador deberá enfrentar a su Digimon contra los Digimon salvajes y vencerlos para que regresen a la ciudad. Aunque en el juego se comienza con técnicas de batalla básicas, a medida que se vaya progresando el Digimon podrá aprender técnicas más poderosas de otros enemigos.

## Historia
La historia se enfoca en un humano invocado a la Isla File por Jijimon para que salve la Isla. Los Digimon han perdido sus recuerdos, y se han vuelto salvajes, abandonando la Ciudad File, la metrópolis de la Isla. El objetivo del jugador, encarnado en un joven niño cuyo nombre es "Hero/Hiro" (el nombre típico de los personajes en los juegos RPG japoneses), es salvar la Isla, ayudando a los Digimon a recuperar sus recuerdos y hacer que vuelvan a la ciudad. Al final del juego, deberá enfrentarse al malvado Analogman, un humano que quiere esclavizar a todos los Digimon.

## Edición PAL
Debido a un error ocurrido durante la localización del juego por parte de Bandai en Europa, en la mayoría de las versiones PAL el juego es imposible de completar.
El error o bug en cuestión se encuentra en la Ogre Fortress, donde un Agumon bloquea la entrada. Otro glitch en el Monte Infinito hace que el segundo ascensor no funcione.
Si bien a lo largo del tiempo surgieron diversas formas de intentar solventar o esquivar el bug por parte de muchos jugadores, nunca hubo una solución oficial por parte de la  distribuidora.

## Recepción

### Crítica
Digimon World recibió generalmente reseñas mixtas de parte de los críticos especializados.

### Ventas
El juego vendió aproximadamente 250 000 copias en Japón en febrero del año 2000.